# DJ Gero
DJ Gero, de son vrai nom Géraud Loubeyre,, est un disc jockey français.

## Biographie
DJ Gero, aussi connu sous le pseudo Gerz, est un disc-jockey, artiste et graffeur originaire de Maisons-Alfort.
Il gagne sa première reconnaissance professionnelle en 2002 aux championnats DMC, où il remporte le titre dans la catégorie battle. Le 8 juin 2003 à Lille, il est nommé champion de France DMC et se qualifie pour représenter la France aux championnats du monde à Londres, où il terminera 7e. Il conserve son titre de champion de France DMC en 2004.
On le retrouve durant ces années en première partie de JAYDEE, KID KOALA, La CAUTION , DAEDELUS ou WIZ KHALIFA. Que ce soit en Suisse, Chine, Allemagne ou Etats-Unis, GERO séduit son public par sa sélection electro/hip hop/club. En 2006, il sort les premiers mix cd electro/ hip hop en france sous le nom « Welcome » et « Welcome 2 », puis un maxi vinyle Brawlerz avec les Gourmets / D’Oz …
En 2008, il collabore avec le groupe ROUGE A LEVR (LE 4 ROMAIN, GREMS, DISIZ LA PESTE) puis il fondera « Poyz And Pirlz » en collaboration avec DABAAZ. Il sort la compilation « Auguste vol 1 et 2 ». "Pirlz city Poyz gang" et "Poyz who like Pirlz" ainsi que plusieurs maxis de ses propres productions  tels que "Hey Yo" et "French Poyz " disponibles et en écoute sur les plateformes digitales.
Sur scène il accompagne les Svinkels  , Orelsan , Cyanure (ATK) , Gravité Zéro ( James Delleck et Le Jouage ) ,Triptik , Grems , Kohndo (La Cliqua) , Dj Dee Nasty .
Autre casquette de l’artiste : le graffiti , membre des groupes OMT / TER et SWC. Il organise le festival de graffiti parisien (Top To Bottom) pendant 3 années , il expose en 2015 à Strasbourg et à Paris dans la boutique de la marque Wrung.

## Discographie
- Welcome (2004)
- Welcome 2 (2005)
- Sport elek trop beat (2005)
- Brawlerz (2006)
- 7 3/8 (2007)
- Pirlz city Poyz gang (2008)
- Poyz who like Pirlz (2009)

## Titres
- 2002 :  Champion de France DMC, catégorie « Battle »
- 2003 :  Champion de France DMC
- 2004 :  Champion de France DMC